# Оз (Жер)
Оз (фр. Eauze) — коммуна во Франции, находится в регионе Юг — Пиренеи. Департамент — Жер. Административный центр кантона Оз. Округ коммуны — Кондом.
Код INSEE коммуны — 32119.

## География
Коммуна расположена приблизительно в 590 км к югу от Парижа, в 115 км западнее Тулузы, в 50 км к северо-западу от Оша.
По территории коммуны протекает река Желиз.

## Климат
Климат умеренно-океанический. Лето жаркое и немного дождливое, температура часто превышает 35 °С. Зимой часто бывает отрицательная температура и ночные заморозки. Годовое количество осадков — 700—900 мм.

## Население
Население коммуны на 2010 год составляло 4092 человека.
| 1962 | 1968 | 1975 | 1982 | 1990 | 1999 | 2010 |
| ---- | ---- | ---- | ---- | ---- | ---- | ---- |
| 3664 | 4010 | 4393 | 4298 | 4137 | 3888 | 4092 |

## Администрация
| Период | Период | Фамилия      | Партия                             | Примечания |
| ------ | ------ | ------------ | ---------------------------------- | ---------- |
| 1965   | 1971   | Жан Деске    | Социалистическая партия            |            |
| 1971   | 1989   | Жан Фаже     | Объединение в поддержку республики |            |
| 1989   | 2008   | Пьер Педюссо | Социалистическая партия            |            |
| 2008   | 2020   | Мишель Габа  | Радикальная партия                 |            |

## Экономика
В 2010 году среди 2356 человек трудоспособного возраста (15-64 лет) 1684 были экономически активными, 672 — неактивными (показатель активности — 71,5 %, в 1999 году было 69,6 %). Из 1684 активных жителей работали 1585 человек (840 мужчин и 745 женщин), безработных было 99 (43 мужчины и 56 женщин). Среди 672 неактивных 151 человек были учениками или студентами, 296 — пенсионерами, 225 были неактивными по другим причинам.

## Достопримечательности
- Кафедральный собор Св. Луперка[фр.] (XV век). Исторический памятник с 1945 года[4]
- Античная вилла Таста / Элюза. Исторический памятник с 1996 года[5]
- Два дома XV века на Соборной площади. Исторические памятники с 1929 года[6][7]
- Замок Доа (XV век)
- Археологический музей[фр.][8]

## Города-побратимы
- Ампуэро (Испания)

## Фотогалерея
- Кафедральный собор Св. Луперка
- Интерьер собора Св. Луперка
- Античная вилла
- Дом Жанны д’Альбре
- Археологический музей
- Арена для боя быков
- Площадь Арманьяк
- Оз